# Altica purpurea
Altica purpurea är en skalbaggsart som beskrevs av Henry Clinton Fall 1920. Altica purpurea ingår i släktet Altica och familjen bladbaggar. Inga underarter finns listade i Catalogue of Life.